# 崇善寺
37°51′59″N 112°34′25″E / 37.86639°N 112.57361°E
崇善寺位于中国山西省太原市迎泽区文庙街道文庙社区崇善寺街9号，太原文庙后方。现为山西省佛教协会所在地、全国重点文物保护单位。

## 历史
据文字记载，崇善寺始建于唐初，原为隋炀帝行宫，最初叫做白马寺，后来还用过延寿寺、宗善寺、新寺等名字。其中新寺这个名字用的时间最长。
崇善寺的鼎盛时期是在明代，升格成为一座皇家寺院。洪武十四年（1381），晋恭王朱棡为纪念其母马皇后，在原址扩建。洪武二十四年（1391）建成。占地宽广，占地面积二百四十亩，14万平方米，殿宇近千间，规模宏大，居山西之首。仅中轴线上的大型殿宇就有六座：金刚殿、天王殿、大雄宝殿、毗卢殿、大悲殿和金灵殿。嘉靖年间改名崇善寺。
清同治三年（1864）大火，将寺院大部分建筑烧毁，仅存明代所建的大悲殿。在火灾后，光绪八年（1882年），山西巡抚张之洞将寺院前部遗址，改建为太原府文庙，又在后部幸存的大悲殿前新建山门和钟鼓楼，形成崇善寺现有格局。东西并列三个院落，东西两院分别为文殊院和法堂院。占地面积8547平方米，仅为原规模的四十分之一。文庙和崇善寺中间形成一条东西小巷。

## 建筑
大悲殿原为明代崇善寺中轴线上六座殿宇中的第五座，规模仅次于九开间的大雄宝殿。大悲殿尺度宏大，面阔七间，进深五椽，高近20米，重檐歇山顶。殿内中间供奉千手千眼十一面观音立像，左侧供奉千臂千钵千释普贤立像，右侧供奉文殊立像，均为明塑，体型丰满，高8米余。
崇善寺内藏有大量宋元明时期珍贵的佛经刻本。太原市区内的佛教寺院屈指可数，崇善寺就算其一，每逢除夕之夜，很多市民都要到崇善寺击钟祈福。

## 保护
1965年5月24日，崇善寺公布为山西省文物保护单位。
2013年3月5日，崇善寺大悲殿公布为第七批全国重点文物保护单位，编号7-0882-3-180。

## 图库
- 山门和钟楼
- 钟楼
- 大悲殿
- 大悲殿下檐东南转角斗栱
- 大悲殿前下檐斗栱
- 大悲殿东侧山面下檐斗栱
- 大悲殿上檐东南转角斗栱
- 大悲殿前上檐牌匾及斗栱
- 大悲殿前上檐斗栱
- 大悲殿西南角走兽
- 大悲殿东侧鸱吻
- 现代新建的法堂